# ماساهيرو أوهاشي
ماساهيرو أوهاشي (باليابانية: 大橋 正博) (23 يونيو 1981 في يوكوهاما في اليابان – )؛ هو لاعب كرة قدم ياباني سابق كان يلعب كلاعب وسط.

## وصلات خارجية
- ماساهيرو أوهاشي على موقع رابطة كرة القدم اليابانية للمحترفين (اليابانية)
- ماساهيرو أوهاشي على موقع دوري كوريا الجنوبية (الإنجليزية)
- ماساهيرو أوهاشي على موقع قاعدة بيانات كرة القدم.إي يو (الإنجليزية)
- ماساهيرو أوهاشي على موقع Soccerway.com (الإنجليزية)
- ماساهيرو أوهاشي على موقع عالم كرة القدم.نت (الإنجليزية)
- ماساهيرو أوهاشي على موقع كووورة